# Función de dispersión de punto

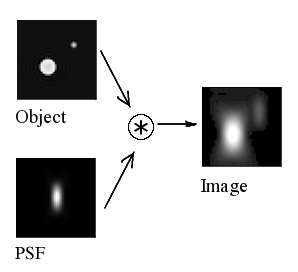
Image formation in a confocal microscope: central longitudinal (XZ) slice. The 3D acquired distribution arises from the convolution of the real light sources with the PSF.

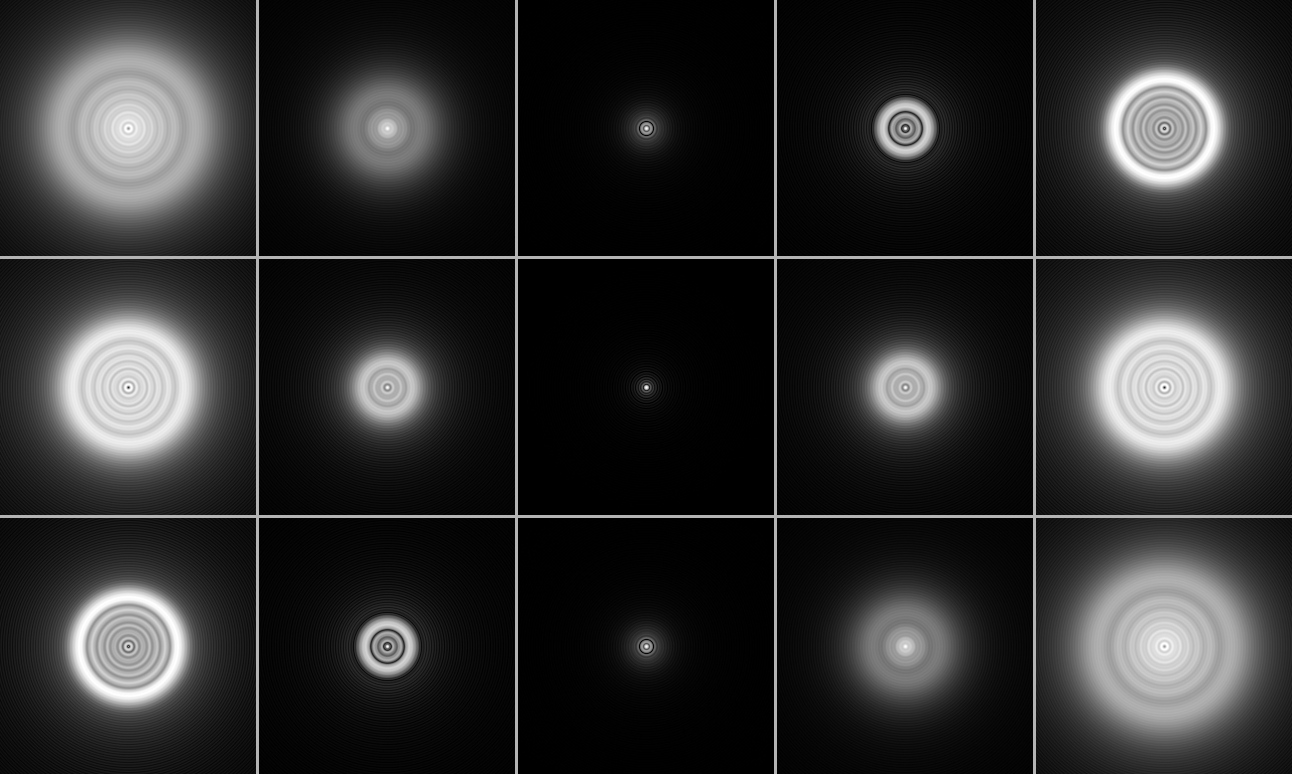
A point source as imaged by a system with negative (top), zero (center), and positive (bottom) spherical aberration. Images to the left are defocused toward the inside, images on the right toward the outside.

La función de dispersión de punto (PSF) describe la respuesta de un sistema de imagen a una fuente de punto o punto objeto. Un término más general para la PSF es la respuesta del sistema al impulso, la PSF siendo la respuesta al impulso de un sistema óptico enfocado (central). La PSF en muchos contextos se puede considerar como la gota (“blob”) extendida de una imagen que representa un objeto sin resolver. En términos funcionales, es la versión de dominio espacial de la función de transferencia de la modulación. Es un concepto útil en la óptica de Fourier, imágenes astronómicas, en el microscopio electrónico y otras técnicas de imagen como la microscopia en 3D (microscopia de escáner de láser confocal) y la microscopia de fluorescencia. El grado de dispersión (desenfoque) del punto de objeto es una medida de calidad de un sistema de imagen. En sistemas de imagen incoherentes como los microscopios de fluorescencia, los telescopios o los microscopios ópticos, los procesos de formación de la imagen son lineales en poder y son descritos por teorías de sistemas lineales. Esto significa que cuando dos objetos A y B son trazados simultáneamente, el resultado es igual a la suma independiente de los objetos trazados. En otras palabras: el trazado de A no es afectada por el trazo de B y viceversa, debido a la propiedad de no-interactuar de los fotones. La imagen de un objeto complejo se puede ver como convolución de un objeto verdadero y la PSF. Sin embargo, cuando la luz detectada es coherente, la formación de imagen es linear en el campo complejo. Grabación de la intensidad de una imagen puede llevar a una cancelación u otros efectos no lineales.

## Introducción
Por virtud de la propiedad linear de sistemas de imágenes ópticas, por ejemplo:
Image(Object1 + Object2) = Image(Object1) + Image(Object2)
la imagen de un objeto en un microscopio o telescopio puede ser calculado mediante la expresión del campo objeto-plano como una suma ponderada de funciones de impulsos 2D, y expresando entonces el campo plano de imagen como la suma ponderada sobre las imágenes de estas funciones de impulsos. A esto se le conoce como principio de superposición, válido para sistemas lineales. Las imágenes de las funciones de impulso de objetos planos individuales se denominan función de dispersión de puntos, lo que refleja el hecho de que un punto matemático de luz en un objeto plano es esparcido para formar una área finita en plano de imagen (en algunas ramas de matemáticas y física, estas pudieran referirse como función de Green o función de respuesta impulsiva. 
Cuando el objeto se divide en un objeto de puntos discretos de intensidades variantes, la imagen es computada como una suma de la PSF de cada punto. Conforme la PSF es tímidamente determinada enteramente por un sistema de imagen (es decir, microscopio o telescopio), la imagen entera puede describirse sabiendo las propiedades ópticas del sistema. Este proceso generalmente es formulado por ecuaciones de convulación. En el procesamiento de imagen de microscopio y astronomía, sabiendo que el PSF del dispositivo de medición es muy importante para la restauración de la imagen (original) con deconvulación.

## Teoría
La función de dispersión de punto puede ser independiente de la producción del plano del objeto, en cuyo caso se llama cambio invariable. Además, si no hay distorsión en el sistema, las coordenadas de la imagen plana están linealmente relacionadas con las coordenadas del objeto plano y a la magnificación M donde:
{\displaystyle (x_{i},y_{i})=(Mx_{o},My_{o})}.
Si el sistema de imagen produce una imagen invertida, simplemente se puede considerar los ejes de coordenadas del plano de imagen (image plane coordinate axes) como inversas a los ejes de coordenadas del plano de la imagen. Con estas dos premisas, por ejemplo, que el PSF es invariante al cambio y que no hay distorsión, calcular la convulación integral del plano imaginario es un proceso sencillo. 
Matemáticamente podemos representar el campo del objeto plano como:
{\displaystyle O(x_{o},y_{o})=\int \!\!\int O(u,v)~\delta (x_{o}-u,y_{o}-v)~du\,dv}
Es decir, como una suma de las funciones de impulsos ponderados, aunque también esto solo declare la propiedad de translación de las funciones delta 2D (comentadas abajo). Reescribir la función de transmisión del objeto en la forma indicada arriba nos permite calcular el campo de la imagen del plano (image plane field) como la súper posición de las imagines de cada una de las funciones de impulsos individuales, es decir, como una súper posición sobre las funciones de dispersión punto ponderadas en el plano de imagen usando la “misma” función ponderara con el plano del objeto. Por ejemplo, matemáticamente, la imagen se expresa como:
{\displaystyle I(x_{i},y_{i})=\int \!\!\int O(u,v)~\mathrm {PSF} (x_{i}-Mu,y_{i}-Mv)\,du\,dv}
en la cual PSF(xi − Mu,yi − Mv) es la imagen de la función de impulso δ(xo − u,yo − v).
La función de impulso 2D puede ser considerado como el límite (como una dimensión lateral donde w' tiende a cero) de la función poste cuadrado, mostrada en la figura de abajo. (Hacer clic para ampliar).

Square Post Function

Podemos imaginar el objeto plano como siendo fraccionado en aéreas cuadradas tales como esta, donde cada una tiene su propia función asociada de poste cuadrado. Si la altura, h, del poste se mantiene en 1/w2,  entonces en tanto la dimensión lateral “w” tiende a cero, la altura, “h”, tiende a infinito de tal manera que el volumen (integral) permanece constante a 1. Esto le da al impulso 2D la propiedad de desplazamiento (lo cual es implícito en la ecuación anterior), que dice que cuando la transmisión e impulse 2D, δ(x − u,y − v), se integra contra cualquier otra función continua, f(u,v), lo cual “shifts out” el valor de “f” en la ubicación del impulso, por ejemplo, en el punto (x,y).
Dado que el concepto de un objeto de punto de fuente perfecta“perfect point source object” es tan central a la idea de PSF, vale la pena pasar más tiempo en ella antes de pasar a lo siguiente. Primero que nada, no existe tal cosa en la naturaleza como un punto perfecto; el concepto es completamente no-físico y no es nada más que una construcción matemática utilizado para crear modelos y entender los sistemas de imágenes ópticas. La utilidad del concepto de fuente puntal en el plano de objeto 2D solo puede emitir una amplitud uniforme perfecta, onda esférica- una onda perfectamente esférica, con frente de fases que viajan hacia el exterior con intensidades uniformes en todas partes de las esferas (ver principio de Huygens-Fresnel). Una fuente de ondas esféricas uniformes se muestra en la siguiente figura (clic para ampliar). También observamos que un radiador de fuente puntal matemáticamente perfecto no solo irradiara un espectro uniforme de ondas planas que propagan, sino un espectro uniforme de ondas que está en descomposición de manera exponencial (Evanescent onda evanescente ) también, y son éstos los que tienen la responsabilidad de resolución más fina que una longitud de onda (véase óptica de Fourier). Esto se deduce de la siguiente expresión transformada de Fourier para una función de impulso 2D,
{\displaystyle \delta (x,y)\propto \int \!\!\int e^{j(k_{x}x+k_{y}y)}\,dk_{x}\,dk_{y}}

Truncation of Spherical Wave by Lens

El lente cuadrático intercepta una porción de esta ola esférica, y la vuelve a enfocar a un punto borroso en el plano de la imagen. Para un solo lente, una fuente puntal on-axis (on-axis point source) en el plano del objeto produce un disco de Airy PSF en plano de la imagen. Esto pasa acorde a lo siguiente. Puede ser mostrado (véase la óptica de Fourier, el principio de Huygens-Fresnel, y la difracción de Fraunhofer) que el campo irradiado por un objeto plano (o, en reprocidad, el campo converge hacia una imagen plana) es relacionada con su fuente correspondiente (o imagen) planos distribuido vía una relación transformada de Fourier (FT). Además, una función uniforme sobre un área circular (en un dominio FT) corresponde a la función de Airy, J1 (x)/X en el dominio FT, donde J1 (x) es la primera función Bessel del primer tipo. Esto es, una apertura circular con iluminación uniforme que pasa a una onda esférica convergente uniforme que produce una imagen de función Airy en el plano focal .
Por lo tanto, la onda esférica (parcialmente) convergente mostrada en la figura de arriba produce un disco de Airy en la imagen en plano. El argumento de la función de Airy es importante, porque esta determina el tamaño o escala del disco de Airy (en otras palabras, que tan grande es el disco en la imagen en plano). Si ©max es el ángulo máximo que las olas convergentes hacen con el eje del lente, r es la distancia radial de la imagen en plano, y el número de onda k = 2π / λ, donde λ = longitud de onda, entonces el argumento de la función de Airy es: kr tan (Θmax ). Si Θmax es pequeña (solo una pequeña porción de la onda esférica convergente está disponible para formar la imagen), entonces la distancia radial, r, tiene que ser muy grande antes de que el argumento total de la función de Airy se mueve alejándose de la parte central. En otras palabras, si Θmax es pequeña, el disco de Airy es grande (que es otra declaración de la relación de indeterminación de Heisenberg para los pares de FT, que dice que en pequeña medida en un dominio corresponde a la medida de ancho en el otro dominio, y las dos están relacionadas a través del producto ancho de banda-espacio. En virtud de esto, los sistemas de alta magnificación, que típicamente tienen valores pequeños de Θmax (por la relación de senos de Abbe), puede tener una imagen más borrosa, debido a la amplia PSF. El tamaño de la PSF es proporcional a la magnificación, de manera que la falta de definición no es peor en un sentido relativo, pero es definitivamente peor en un sentido absoluto.
En la figura anterior, donde se ilustra el truncamiento del incidente de la ola esférica por el lente, nosotros podremos notar un hecho muy significante. Para medir la función de dispersión de punto- o la función de la respuesta del impulso - del lente, no se necesita un punto perfecto en la fuente que irradie una perfecta ola esférica en todas las direcciones del espacio. Esto se debe a que nuestro lente solo tiene un ancho de banda finita (angular), o un ángulo finito de intercepción. Por lo tanto cualquier ancho de banda angular contenida en la fuente, que se extiende más allá del límite del borde del ángulo del lente (es decir, se encuentra afuera del ancho de banda del sistema), es esencialmente un desperdicio de ancho de banda porque el lente no puede interceptarla para poder procesarla. Como resultado, una fuente de punto perfecto no es requerida para poder medir una función de dispersión de punto perfecto. Todo lo que necesitamos es una de fuente de luz que tenga por lo menos el ancho de banda angular como el ancho de banda del lente este siendo probado (y por su puesto, sea uniforme sobre el sector angular). En otras palabras, solo requerimos un punto de fuente que sea producida por una ola esférica convergente (uniforme) cuyo medio ángulo sea mayor que el borde del ángulo del lente.

## Historia y métodos
La teoría de la difracción de funciones de dispersión de punto fue primero estudiada por Airy en el siglo diecinueve. Él desarrolló una expresión para la amplitud de la función de punto y la intensidad de un instrumento perfecto, libre de aberraciones (la denominada disco de Airy). La teoría de las funciones de dispersión de punto aberrantes cercanas al plano fue estudiada por el físico holandés Fritz Zernike y Nijboer en 1930 a 1940. Un rol central en el análisis es jugado por los polinomios de Zernike que permiten una representación eficiente de las aberraciones de un sistema óptico con simetría racional. Los recientes resultados analíticos han hecho posible ampliar el enfoque de Nijboer y Zernike para la evaluación de la función de punto se extendió a un gran volumenalrededor del punto focal óptimo. Esta teoría extendida Nijboer-Zernike (ENZ) es instrumental en el estudio de la formación de imágenes imperfectas de objetos tridimensionales en el microscopio confocal o la astronomía en condiciones de formación de imágenes no ideales. La teoría ENZ se ha aplicado también a la caracterización de instrumentos ópticos con respecto a su aberración por la medición de la distribución de intensidad a través de enfoque y la resolución de un apropiado problema inverso.

## PSF en microscopía
En microscopía, determinación experimental de la forma de una PSF es generalmente difícil, debido a la dificultad de encontrar sub-resolución (como-punto) irradiando fuentes. Los puntos cuánticos y puntos fluorescentes se consideran para este propósito. 
Los modelos teóricos como los descritos anteriormente, por otra parte, permiten el cálculo detallado de la PSF para las condiciones de formación  de imágenes diferentes. Generalmente la forma de difracción limitada más compacta de la PSF es preferida. Sin embargo, utilizando los elementos ópticos (por ejemplo, un modulador espacial de luz) la forma de la PSF se puede diseñar para diferentes aplicaciones.

## La PSF en astronomía

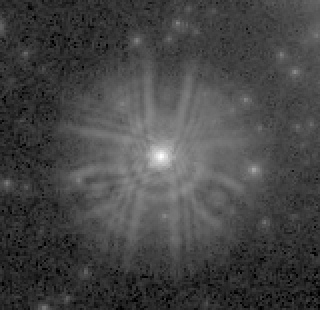
The point spread function of Hubble Space Telescope's WFPC camera before corrections were applied to its optical system.

En astronomía observacional la determinación experimental de la PSF a menudo es muy sencilla debido a la amplia oferta de fuentes puntales (estrellas o cuásares). La forma y la fuente de la PSF pueden variar ampliamente dependiendo del instrumento y el contexto en el que se utiliza. 
Para radiotelescopios y telescopios de difracción limitada de espacio los términos dominantes en la PSF se pueden inferirse de la configuración de la abertura en el dominio de Fourier. En la práctica puede haber varios términos aportados por los diversos componentes en un sistema óptico complejo. Una descripción completa de la PSF también incluirá la difusión de la luz (o foto-electores) en el detector, así como los errores de seguimiento de la nave espacial o telescopio.
Para telescopios posicionados sobre la tierra, la turbulencia atmosférica (conocido como visión astronómica) domina la contribución a la PSF. En alta resolución de imagen, la PSF varía a menudo con la posición de la imagen (un término conocido como anisioplanatismo). En este tipo de telescopios tierra-base el sistema de óptica adaptiva la PSF es una combinación de la apertura de sistemas con términos residuales atmosféricos sin corregir.  